# رابرت سوانل
رابرت سوانل (انگلیسی: Robert Swannell) کارآفرین، بازرگان و مدیر ارشد اجرایی بریتانیایی است، که در حال حاضر به‌عنوان رئیس هیئت مدیره شرکت مارکس اند اسپنسر فعالیت می‌کند.